# 米基·碧克
米基·碧克（丹麥語：Mikkel Venge Beck，1973年5月12日—）是一名前丹麥前鋒球員，曾代表國家隊參與1996年及2000年歐洲國家盃。退役後，碧克任職球員經理人。

## 國家隊生涯
碧克於1995年5月31日對芬蘭的友誼賽首度為國家隊上陣。下半場後備入替的碧克最終一箭定江山，為作客的丹麥致勝。